# Bracon inquisitor
Bracon inquisitor är en stekelart som beskrevs av Wilhelm Ferdinand Erichson 1848. Bracon inquisitor ingår i släktet Bracon och familjen bracksteklar. Inga underarter finns listade.